# 阿灵顿 (艾奥瓦州)
阿灵顿（英語：Arlington）為美国艾奥瓦州费耶特县城市，位于该县东南。总人口429（2010年）。